# جيمس جونسون
جيمس جونسون (بالإنجليزية: James Yate Johnson)‏ (و. 1820 – 1900 م) هو عالم طبيعة، وعالم أسماك، وعالم نبات، وعالم حيواني، من المملكة المتحدة، توفي في فونشال، عن عمر يناهز 80 عاماً.